# ویلیام راجرز
ویلیام سی. راجرز سوم (به انگلیسی: William C. Rogers III) (زادهٔ دسامبر ۱۹۳۸) فرمانده سابق نیروی دریایی ایالات متحده آمریکا است. بیشتر معروفیت وی به‌خاطر فرماندهی ناو جنگی وینسنس آمریکا بود که در سال ۱۳۶۷ (۱۹۸۸ میلادی) پرواز شماره ۶۵۵ ایران ایر را با ۲۹۰ نفر سرنشین بر فراز خلیج فارس و داخل حریم آب‌های ایران سرنگون کرد و باعث یک جنجال بین‌المللی برای ایالات متحدهٔ آمریکا شد.
در سال ۱۹۹۰ ویل راجرز مدال لژیون لیاقت را از دستان جورج هربرت واکر بوش، رئیس‌جمهور وقت آمریکا، به‌خاطر «رفتار بسیار شایسته و انجام خدمات برجسته بین تاریخ آوریل ۱۹۸۷ تا مهٔ ۱۹۸۹ به‌عنوان افسر فرمانده ناو وینسنس دریافت می‌کند». این جایزه به خاطر خدمت او به عنوان افسر فرمانده وینسنس داده شد، و اشاره ای به سرنگون شدن پرواز ۶۵۵ ایران ایر توسط او نشد.